# Вулиця Тимірязєва (Мелітополь)
Вулиця Тимірязєва — вулиця в Мелітополі, розташована в західній частині міста в районі Юрівка. Починається від Будівельної вулиці, перетинається з провулком Декабристів та закінчується на вулиці Академіка Корольова.
Складається із приватного сектора. Покриття ґрунтове.

## Назва
Вулиця названа на честь Климента Аркадійовича Тимірязєва (1843—1920) — російського вченого, засновника російської наукової шкіли фізіологів рослин, історика науки, професора Московського університету.
Також 1939 року згадується інша мелітопольська вулиця, названа на честь Тимірязєва.

## Історія
18 квітня міськвиконком ухвалив рішення про виділення земельної ділянки на Юрівці трудящим колгоспу «Шлях Леніна» для індивідуальної забудови та про найменування нової вулиці ім'ям Тимірязєва.

## Галерея
|                              |  |                                     |  |
| початок від вул. Будівельної |  | біля перехрестя з пров. Декабристів |  |